# Nitokris (Altägypten)
Nitokris war eine altägyptische Königin oder ein König (Pharao) der 6. Dynastie, welche/welcher um 2180 v. Chr. regierte. Mit ihrem/seinem Tod endete das Alte Reich und es begann eine chaotische Epoche, die sogenannte Erste Zwischenzeit, in der Pyramiden, Tempel und Gräber aufgebrochen und geplündert wurden.

## Identität und Quellenlage
Nach späteren Quellen war Nitokris eine auf dem Königsthron regierende Frau. Ihr Name erscheint in der Turiner Königsliste. Diese nennt nach neueren Anordnungen der Fragmente für den Namen aber auch den Eigennamen Sa Ptah – Sohn des Ptah, einen männlichen Namen. Es ist deshalb vermutet worden, dass in einer älteren Königsliste der Name Neterikare stand, ein Königsname, der aus der Abydos-Liste bekannt ist. Spätere Abschreiber von Königslisten hätten diesen Namen nicht richtig lesen können und Nitokris in die Liste eingebaut. Die Königin Nitokris hat dieser Theorie zufolge nie existiert und ihre Erwähnung beruht auf einer antiken Falschlesung eines Namens.
Bis heute ist Nitokris archäologisch nicht nachgewiesen. Auch die Verbindung der letzten Herrscherin des Alten Reiches zu ihren Vorgängern ist unklar. Die literarischen Quellen machen zu ihrer Regierungszeit unterschiedliche Angaben: Sie soll drei (Eusebius), sechs (Eratosthenes) oder zwölf Jahre (Africanus) regiert haben. Nach Manetho war sie die vornehmste und lieblichste Frau ihrer Zeit und hatte eine helle Haut.
Herodot (Historien, II 100) berichtet, dass ihr Vorgänger und Bruder von den Ägyptern ermordet wurde und sie zur Nachfolge gezwungen wurde. Aus Rache erbaute sie einen unterirdischen Saal und veranstaltete dort ein Bankett, zu dem alle Mörder ihres Bruders eingeladen waren. In diesen Saal leitete sie Wasser eines Flusses, wodurch alle jämmerlich ertranken. Um einer Bestrafung zu entgehen, warf sie sich in einen Raum voller Asche. Diese Erzählung ist jedoch unhistorisch; ebenso die Zuweisung der „dritten Pyramide“ des Mykerinos.

## Moderne Rezeption
Der polnische Schriftsteller Bolesław Prus veröffentlichte 1895 den Roman Pharao (Faraon) über das Leben des fiktiven ägyptischen Königs Ramses XIII. Dessen Mutter gab er in Anlehnung an Nitokris den Namen Nikotris.
Der irische Schriftsteller Lord Dunsany schrieb 1922 ein Bühnenstück, das an Herodots Schilderung angelehnt ist. Nitokris tritt hier nur als namenlose Königin auf.
Der amerikanische Schriftsteller H. P. Lovecraft verwendete Nitokris in zwei seiner Kurzgeschichten: Der Außenseiter (1921/26) und Gefangen bei den Pharaonen (1924). In ersterer wird sie nur am Rande erwähnt, die zweite Geschichte spinnt Herodots Schilderung weiter bis in die Gegenwart.
Der amerikanische Schriftsteller Tennessee Williams machte die bei Herodot geschilderte Rachetat zum Gegenstand seiner ersten veröffentlichten Kurzgeschichte, The Vengeance of Nitocris, die  1928 im Magazin Weird Tales erschien.
1943 veröffentlichte der ägyptische Schriftsteller Nagib Mahfuz seinen zweiten Roman Radubis. In dieser teils von realer Vergangenheit, teils von Legenden inspirierten Geschichte ist Nitokris (im Roman Nitocris) die Gemahlin von Pharao Nemtiemsaef II. (im Roman Merenre II.), der eine Affäre mit der Kurtisane Radubis beginnt, was zu politischen Problemen und Intrigen am Hof führt. Die Figur der Radubis ist angelehnt an die Hetäre Rhodopis aus dem 6. Jahrhundert v. Chr., welcher nach Herodot der Bau der Mykerinos-Pyramide zugeschrieben wurde.
Musikalisch verarbeitet wurde Herodots Geschichte unter anderem von Karl Sanders und Celtic Frost.